# Melaine
Pour les articles homonymes, voir Saint-Melaine pour la commune associée à Châteaubourg et Melaine (prénom) pour le prénom.
Melaine ou saint Melaine  (en latin Melanius) fut évêque de Rennes à partir de 505. Sa date de naissance se situe vers 456. Il participe en 511 au concile d'Orléans, convoqué par Clovis. Sa mort est survenue vers 530 

## Fête liturgique
Autrefois inscrit au martyrologe romain à la date du 6 janvier, saint Melaine est désormais fêté le 6 novembre,,.

## Étymologie
Le nom Melaine semble venir du grec melas, melanos (noir), mais on envisage parfois d'autres hypothèses, soit un dérivé du vieux breton mael (prince), soit l'adjectif breton melen (jaune).

## Histoire

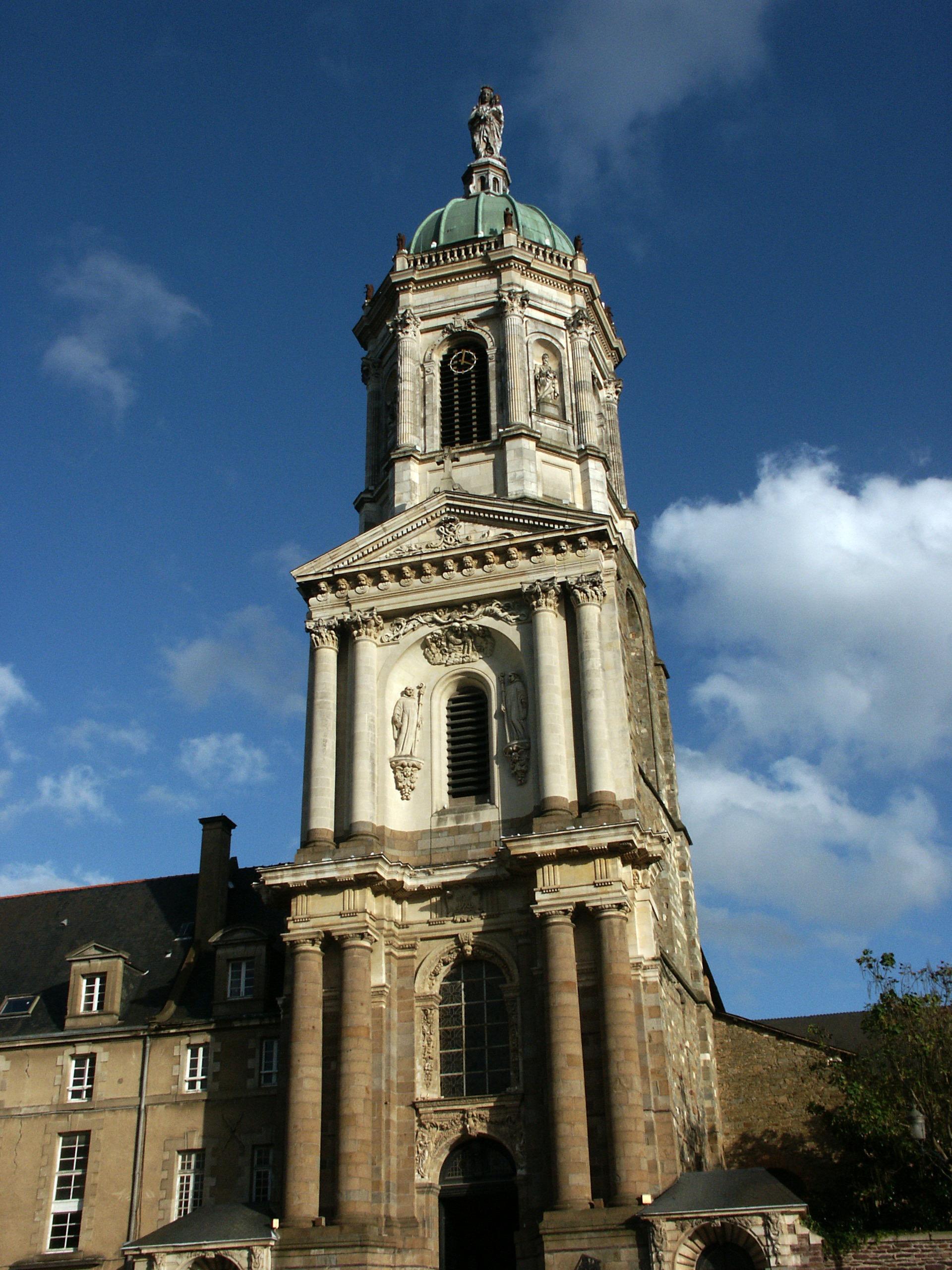
Église Notre-Dame en Saint-Melaine

Né probablement à Platz (ou Plets), actuel Brain-sur-Vilaine (aujourd'hui commune de La Chapelle-de-Brain), près de Redon, où une église lui est dédiée, Melaine serait d'origine aristocratique et fils de riches propriétaires gallo-romains. Très jeune, il aurait décidé de faire de sa maison familiale un monastère.
Selon la « Vita S. Melanii major », Melaine entre en relation avec un certain Eusebius, dux ou rex de la cité de Vannes, sans doute gallo-romain d'après son nom gréco-latin, qu'il guérit ainsi que sa fille et qui lui attribue en remerciement la paroisse de Comblessac. Sans être le fondateur de l'évêché de Rennes, il est considéré comme son premier grand représentant et son patron, alors qu'apparaissent les sept saints fondateurs de l'Église bretonne. Désigné par saint Amand comme successeur en 505, il devient par la suite conseiller de Clovis qu'il encourage à construire de nouvelles églises. Lui-même s'attache par la prédication à « extirper les misérables erreurs des païens ».
Entre 511 et 520, il écrit conjointement avec les évêques de Tours et d'Angers à deux moines bretons, Catihernus et Louocatus, une lettre de remontrances sur la célébration de rites qui semblent propres aux chrétiens celtes : « Nous avons appris, par un rapport du vénérable prêtre Sparatus, que vous ne cessez de colporter dans les cabanes de vos compatriotes certaines tables sur lesquelles vous célébrez le divin sacrifice de la messe avec l'assistance de femmes auxquelles vous donnez le nom de commensales (conhospitoe) et qui, pendant que vous distribuez l'eucharistie, administrent au peuple le sang du Christ. » Il leur enjoint, sous peine d'excommunication, de mettre fin à ces pratiques.
Sa vie est émaillée, comme celle de la plupart des saints, de faits extraordinaires qui attestent de son envergure de personnage civilisateur et politique. La date de son décès est aussi vague que celle de sa naissance, peut-être le 6 novembre 535 (ou bien 572[réf. nécessaire] ou plus probablement en 530). Il est enterré sur la colline du Champ du Repos à Rennes. C'est là que fut construite l’abbaye Saint-Melaine, aujourd'hui pro-cathédrale Notre-Dame-en-Saint-Melaine de Rennes.

## Miracles
Sa popularité est en grande partie liée aux miracles qui se seraient produits tant au cours de sa vie et qu'après sa mort. En effet, pendant que son corps était transporté en barque sur la Vilaine depuis Plaz jusqu'à Rennes, il libère des voleurs enfermés dans une tour, où une brèche se creuse au passage de la barque, pendant que les prisonniers voient leurs chaînes tomber.
Deux auteurs ont raconté sa vie. Un premier auteur anonyme la rédige sans doute au VIIe siècle. Celui-ci est largement recopié au XIe siècle par Gervais de Belleme, évêque du Mans, et ensuite archevêque de Reims, qui relate dans une courte notice plusieurs miracles opérés à l'ouest de la Mayenne, par son intercession. L'un d'eux qui eut pour théâtre Argentré peut avoir donné naissance à la paroisse de Saint-Melaine érigée à deux lieues de là sur la commune actuelle de Laval, ou du moins lui avoir fait donner ce patronage.

## Rôle politique
« Melanius regardait le fardeau de l'épiscopat, qu'on lui avait imposé, comme l'obligeant à s'occuper des affaires publiques, à s'inquiéter des soucis de la foule, des questions qui troublaient le monde, à se prêter dans une certaine mesure aux mœurs du siècle. »
Son premier biographe explique ainsi pourquoi, devenu évêque de Rennes, il exerce un rôle politique en servant d'intermédiaire entre la population gallo-romaine et le nouveau pouvoir franc, que Clovis met en place. Selon Salomon Reinach (d'après Procope de Césarée et Grégoire de Tours), il aurait négocié avec saint Patern et Clovis pour établir en 497 un traité entre les Francs, les Gallo-Romains d'Armorique qu'il représentait et les Bretons. Les deux derniers peuples ne payaient pas de tribut, mais reconnaissaient la suprématie des Francs. Selon Léon Fleuriot, la conversion de Clovis et de son peuple était la condition non écrite du traité ce qui leur aurait permis de recevoir en échange un appui décisif, car garanti par l'Église, dans la lutte contre les autres peuples germaniques.
En 511, il joue un rôle de premier plan au concile d'Orléans qui réunit l'épiscopat gaulois autour de la récente monarchie franque « où trente-et-un pères décrétèrent des canons, dont le principal auteur fut saint Melaine évêque de Rennes ». Il s'y fait l'avocat des cités de Bretagne occidentale qui, sans avoir été soumises aux Francs, avaient conclu des traités avec eux.

## Arts figuratifs

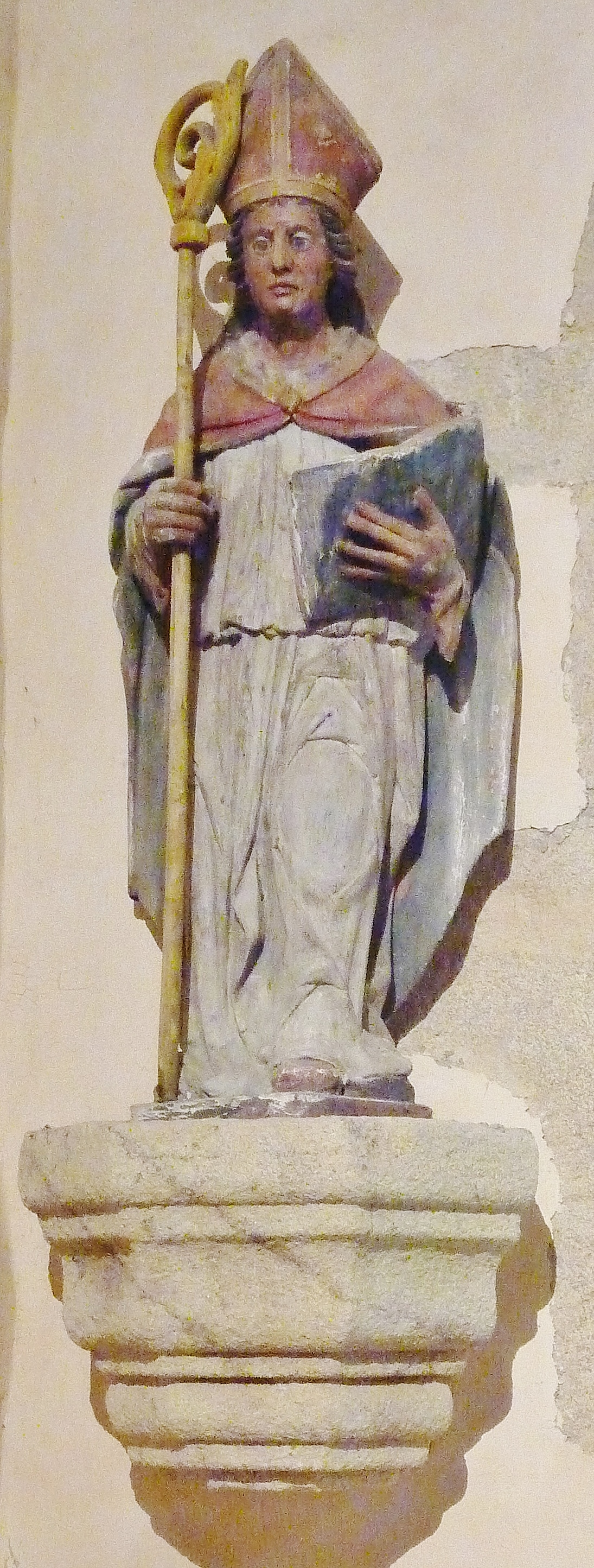
Chapelle Saint-Philibert-et-Saint-Roch de Moëlan-sur-Mer : statue de saint Melaine.

- Rennes, Église abbatiale Notre-Dame-en-Saint-Melaine :

La grande baie du transept Sud s'orne d'un vitrail de huit mètres de hauteur et quatre mètres de largeur évoquant "La Translation (reliques) de la dépouille du Saint évêque Melaine arrivant aux portes de la ville de Rennes par la Vilaine" alors que les laïcs et clercs se prosternent sur son passage. Elle est accompagnée de l'inscription " Corpus Melani Rhedonas Honorifica DXXX" - Le corps de Saint Melaine honoré par les Rennais en l'an 530.
Cette grande verrière est due à l'Atelier des frères Paul et André Rault - "Les Maîtres Verriers Bretons" et "Vitraux d'Art E. Rault", installé Place Hoche à Rennes. Sur les conseils de l'historien rennais Paul Banéat, le dessin de la maquette a été réalisé par Marguerite Maugé qui collabora activement au succès artistique de l'Atelier Rault. Installé en 1942, le vitrail fut endommagé l'année suivante par les bombardements qui soufflèrent la partie centrale de la baie endommagea la partie haute. Pendant près de 46 ans, des plaques de plexiglas opaques tentent de masquer les dégâts, avant que la ville de Rennes n'en entreprenne la restauration, sous la direction de Frédéric Rault : l’œuvre fut bénite lors de la fête de Saint Melaine en 1988 et est considérée comme le chef-d’œuvre de l'Atelier Rault, captant par des verres colorés la lumière au Midi.
- Rennes, Cathédrale Saint-Pierre :

Melaine discutant avec son prédécesseur le saint évêque Armand. Fresque de la procession des saints évêques de Bretagne le long du déambulatoire du chœur, dues au peintre Alphonse Le Hénaff, et datant des années 1871-1876.

## Toponymie
Saint Melaine semble avoir connu un grand succès posthume dans son culte. Son nom se retrouve dans un grand nombre de toponymes dans tout l'ouest de la France : 
Commune
- Saint-Melaine-sur-Aubance (Maine-et-Loire)

Ancienne commune
- Saint-Melaine (Ille-et-Vilaine), ancienne commune désormais intégré à Châteaubourg

Ancien nom de commune
- La Chapelle-de-Brain s'appelait La Chapelle-Saint-Melaine avant la fusion avec Brain-sur-Vilaine

Lieux-dits
- Saint-Melaine, rue de Rennes (Ille-et-Vilaine)
- Saint-Melaine, quartier de Laval (Mayenne)
- Saint-Melaine, quartier de Cholet (Maine-et-Loire)
- Saint-Melaine, quartier de Pont-l'Évêque (Calvados)
- Saint-Melaine, hameau de Maure-de-Bretagne (Ille-et-Vilaine)
- Saint-Melaine, hameau de Pléchâtel (Ille-et-Vilaine)
- Saint-Melaine, hameau de Segré (Maine-et-Loire)
- Saint-Melaine et Ker-Melaine, hameaux de Rieux
- Saint-Melaine, Pont Saint-Melaine à Lanvénégen (Morbihan)

Paroisses
La plupart de ces paroisses sont en fait d'anciennes dépendances de l'Abbaye Saint-Melaine de Rennes :
- Paroisse de Berville-sur-Mer (Eure)
- Paroisse de Nueil-Les-Aubiers (Deux-Sèvres)
- Paroisse de Moëlan-sur-Mer (Finistère)
- Saint-Melaine, paroisse de Morlaix (Finistère)
- Paroisse d'Andouillé-Neuville (Ille-et-Vilaine)
- Paroisse de Brain-sur-Vilaine (Ille-et-Vilaine)
- Paroisse de La Chapelle-de-Brain (Ille-et-Vilaine)
- Paroisse de Cintré (Ille-et-Vilaine)
- Paroisse de Cornillé (Ille-et-Vilaine)
- Paroisse de Domalain (Ille-et-Vilaine)
- Paroisse de Lieuron (Ille-et-Vilaine)
- Paroisse de Moigné, commune du Rheu (Ille-et-Vilaine)
- Paroisse de Montours (Ille-et-Vilaine)
- Paroisse de Mouazé (Ille-et-Vilaine)
- Paroisse de Pacé (Ille-et-Vilaine)
- Paroisse de Pont-Péan (Ille-et-Vilaine)
- Paroisse de Thorigné-Fouillard (Ille-et-Vilaine)
- Ancienne Collégiale Saint-Melaine dans le château du lion de Preuilly-sur-Claise (Indre-et-Loire). Le corps de Saint-Melaine y fut placé en sureté au moment des invasions vikings. Il fut ensuite transféré dans l'abbatiale Saint-Pierre de la ville, puis partiellement rendu à Rennes[réf. nécessaire].
- Paroisse des Touches (Loire-Atlantique)
- Paroisse des Sion-les-Mines (Loire-Atlantique)
- Paroisse de Miré (Maine-et-Loire)
- Paroisse de Vandœuvre-lès-Nancy (Meurthe-et-Moselle)
- Paroisse de Meslan (Morbihan)
- Paroisse de Plumelin (Morbihan)
- Paroisse de Rieux (Morbihan)
- Paroisse de La Bellière (Orne)
- Paroisse de Avesnes-en-Val (Seine-Maritime)

Chapelles
- Chapelle Saint-Melaine (XVIIe siècle) de Lanvénégen (Morbihan)
- Chapelle castrale du château de Chinon (Indre-et-Loire), maintenant disparue mais marquée au sol, où est mort le roi d'Angleterre Henri II Plantagenêt
- Ancienne chapelle Saint-Melaine de Laval